# Bajazeto de Bastã
Bajazeto de Bastã (em persa: بايزيد بسطامى; romaniz.: Bayazid al-Bastami),  também conhecido como Abu Iázide de Bistã (Abu Yazid Bistami), Taifur Abu Iázide de Bustam (Tayfur Abu Yazid al-Bustami) e Bāyazīd Bisṭāmī (Bastã, Cumis, 804 – 874 ou 877/8) foi um lider religioso persa sufi nascido em Bastã, na altura uma cidade do Califado Abássida, atualmente no Irã.

## Biografia
O nome Bastami significa "da cidade de Bastã". O avô de Bajazeto era um zoroastriano que se converteu ao islã. Seu avô teve três filhos, Adam, Taifur e 'Ali. Todos eles eram ascetas. Bajazeto era filho de Tayfur. Não se sabe muito de sua infância, mas sabe-se porém que ele passou a maior parte de sua vida em constante isolamento, fosse em sua casa ou na mesquita. Embora tenha ele permanecido em isolamento não pode isolar-se do sufismo. Recebia as pessoas, estudantes e devotos, em sua casa quando lá iam para discutir o islã. Bajazeto também levou uma vida de ascetismo e renunciou a todos os prazeres mundanos, a fim de ser um com Deus, "o Exaltado". Em última análise, isso levou Bajazeto a um estado de "auto-aniquilação", que, de acordo com o islã, é o único estado que uma pessoa poderia estar em ordem para alcançar a união com Deus. Bajazeto ficou conhecido como o primeiro sufi "embriagado" por causa da abertura de suas expressões que ele sentia em relação a Deus (shatahat).[carece de fontes?]
Tão grande era a devoção de Bajazeto à suna (enfatizando a repetição da vida de Maomé mais que simplesmente a obediência à xaria como sinal sufi) que se recusou a comer uma melancia por nenhum de seus alfaquis conseguir encontrar uma evidência de como Maomé teria cortado o fruto.

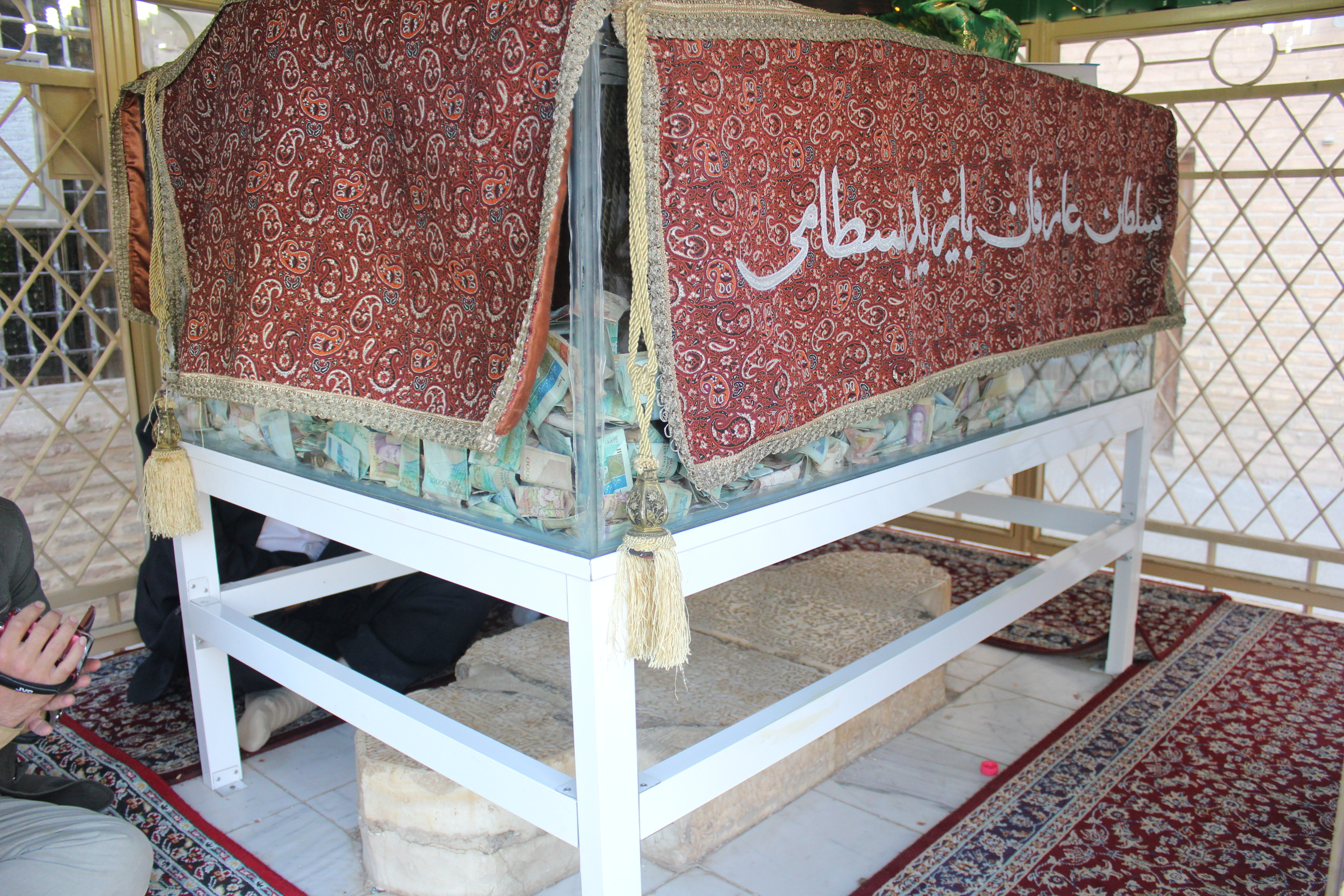
Túmulo de Bajazeto em Bastã, Irã

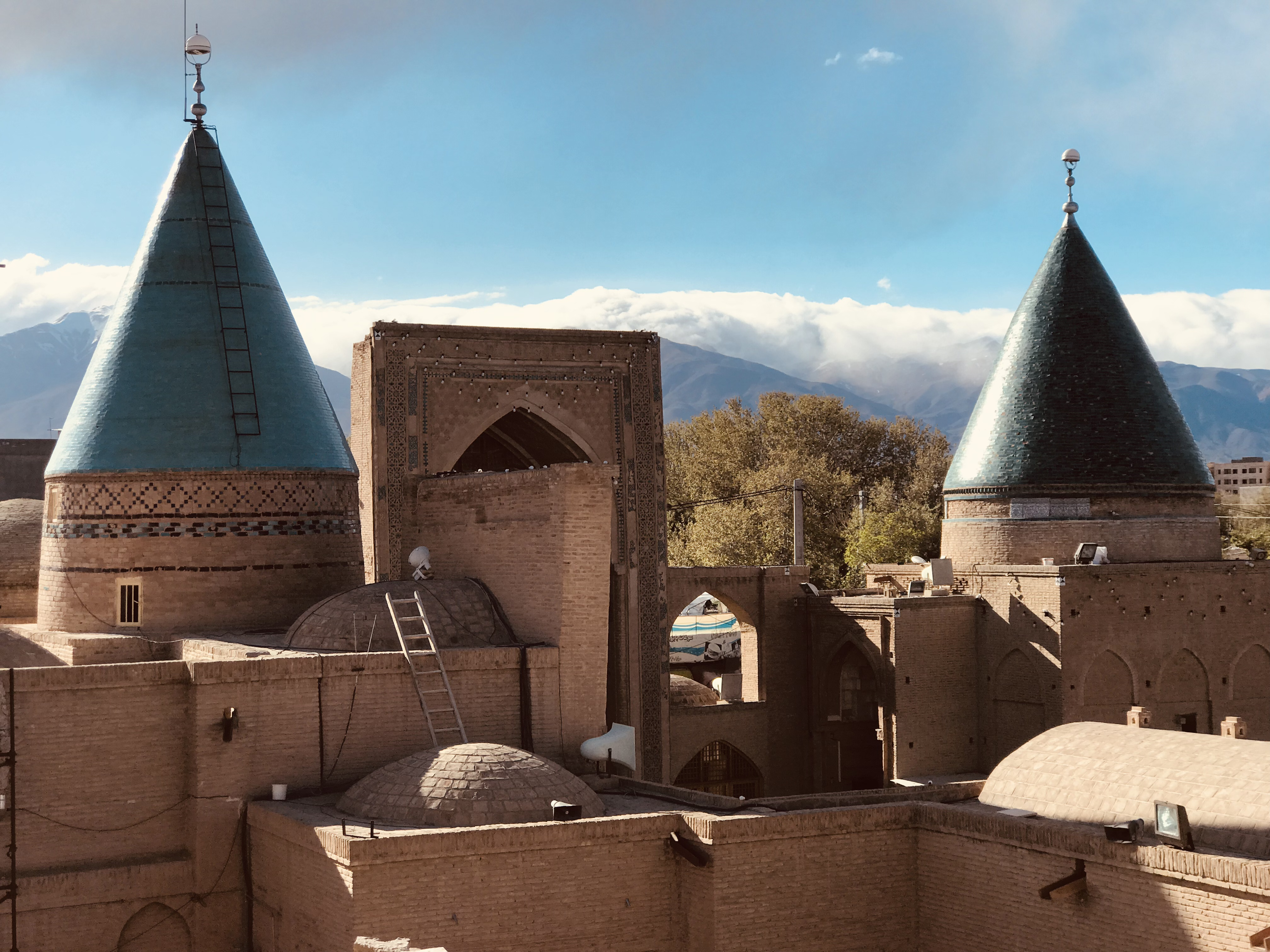
Complexo histórico de Bajazeto em Bastã

## Influência
Bajazeto esteve em estreito contato com os Doze imames do islã. Ele recebeu a iniciação do imame Ali ar-Ridha  e ambos morreram em 874 ou 877/8, o que indica provavelmente, ele também teria sido associado aos grandes imames da família do profeta Maomé, incluindo o imame Muhammad at-Taqi (m. 835), Imame Ali Alhadi (m. 868), e Imame Haçane Alascari (m. 874), os ancestrais paternos Baodim Naquesbande Bucari, que viria a dar o nome à cadeia dos mestres sufis da Ásia Central do século X ao século XVI, conhecidos coletivamente como os Khwajagan. O sucessor de Bajazeto foi Abu al-Hassan al-Kharaqani, que transmitiu a crença nos doze imames tanto Khwaja Abdullah Ansari, em cujo santuário os nomes dos doze imames estão inscritos, e Abu al-Hassan al-Kharaqani's sucessor de Abul Qasim Gurgani (m. 1076), em cujo santuário estes nomes também estão inscritos.
O antecessor de Bastami Dhu'l-Nun al-Misri (m. 859) foi um murid de Jābir ibn Hayyān, que era um estudante do sexto imame do islã Jafar al-Sadiq, também. Al-Misri havia formulado a doutrina da ma'rifa (gnosis), apresentando um sistema que ajudou a murid (iniciar) e o xeique (guia) para se comunicar. Bajazeto Bastami levou isso um passo mais longe e enfatizou a importância do êxtase no islã, conhecido em suas palavras como "embriaguez" (Shukr ou wajd), um meio de auto-aniquilamento na Divina Presença do Criador, Allah. Antes dele, o sufismo era praticado no islã baseado, principalmente, na religiosidade e na obediência, e ele desempenhou um papel importante na colocação do conceito do amor divino no centro do sufismo.
Bastami foi um dos primeiros a falar da "aniquilação do Ego em Deus" (fana fi 'Allah') e "subsistência através de Deus" (baqa' bi 'Allah). A "aniquilação do Eu"(fana fi 'Allah') refere-se a aniquilação do ego ou o eu individualizado com todos os seus anexos, que resulta na obtenção da união com Deus ou tornar-se um Deus realizado. Quando uma pessoa entra no estado de fana acredita-se que ele tenha se fundido em Deus. Suas palavras paradoxais ganhou uma grande circulação e em breve exerceu uma influência cativante sobre as mentes dos alunos que aspiravam entender o significado da wahdat al-wujud, "unidade do ser".
Quando Bajazeto morreu, ele tinha mais de 70 anos de idade. Antes de morrer, alguém lhe perguntou sua idade. Ele disse: "Tenho quatro anos de idade. Até os setenta eu estava velado. Eu me livrei dos meus véus há apenas quatro anos.”
Bajazeto morreu em 874 e foi enterrado na sua cidade natal de Bastã ou  ou em Semnã, ambas atualmente no centro-norte do Irã.

## Embriaguez sufi
A "embriaguez sufi" é um estado onde o sufi expressa seus sentimentos abertamente sem desconsiderar as consequências sociais em fazê-lo. Bajazeto era o mais famoso por expressar-se abertamente. Ao contrário do sufi Junaide de Bagdá, que se caracterizava pela sobriedade, o que significa que ele reservava seus sentimentos dentro de si mesmo, não permitindo-se tais expressões, reservando-as do mundo exterior. Este foi o comportamento aceitável de um sufi, no entanto, quando Bajazeto começou a expressar-se abertamente, muitos se afastaram dele. As pessoas que se opunham a esta abertura de Bajazeto, acusaram-no de herege por suas frases bizarras. Não apenas suas palavras foram consideradas controversas, mas Bajazeto também alegou ter viajado através dos sete céus em seus sonhos. Esta jornada proclamada por Bajazeto é semelhante ao Mi'raj do Profeta Maomé.

## Santuário de Bajazeto

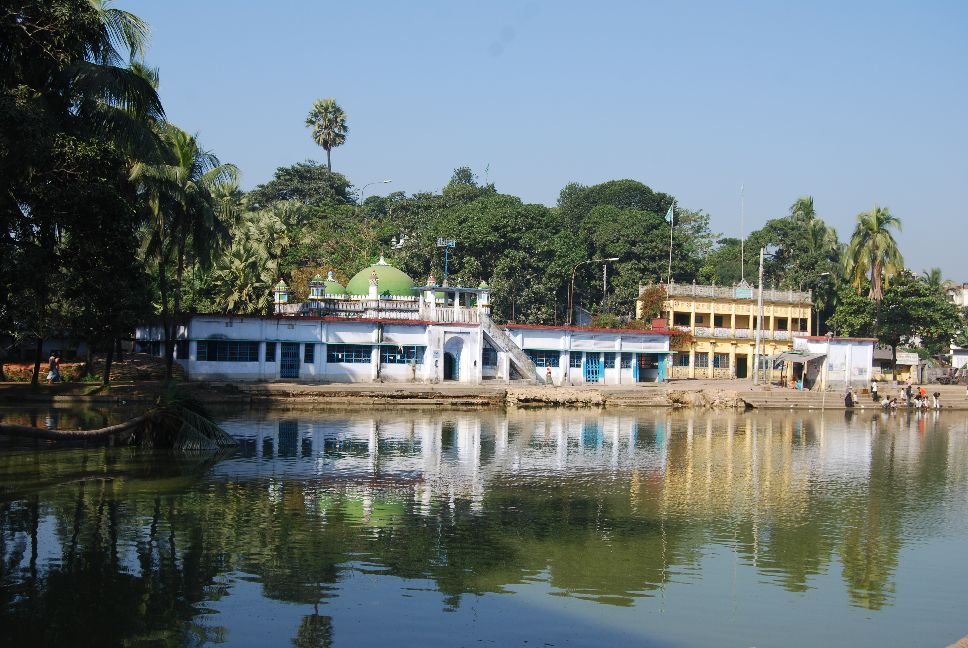
Santuário de Bajazeto em Chittagong, Bangladexe

Um santuário sufi em Chittagong (antiga Chatigaon), Bangladesh foi dedicado a Bajazeto. Uma lenda local diz que ele ou seus seguidores visitou Bengala como missionários quando seguiam para a Índia ou a China. Enquanto não há nenhuma evidência para sugerir que o registrado Bajazeto, traduziu-se a partir de fatos, visitar a região, Chittagong foi um importante porto no sul da Rota da Seda e atraiu missionários muçulmanos e comerciantes, desde o século VIII. Além disso, o sufismo desempenhou um papel central na difusão do islã em Bengala.